# Carl Meyer (Politiker)

Karl Meyer

Carl Meyer (* 26. Juli 1857 in Fürstenwalde/Spree; † 13. September 1925 in Essen) war ein deutscher Kommunalpolitiker.

## Leben
Carl Meyer, seit 1861 mit seinen Eltern in Essen ansässig, besuchte hier die Volksschule und die Realschule II. Ordnung, später Städtische Oberrealschule (heute Frida-Levy-Gesamtschule). Danach ging er auf die Realschule I. Ordnung in Mülheim an der Ruhr und schloss am 18. Juli 1874 mit dem Abitur. Auf dem Landratsamt Essen wurde Meyer vom 20. August 1874 bis 31. Dezember 1875 ausgebildet. Mit der Gründung der Bürgermeisterei Rellinghausen am 1. Januar 1876 übernahm er dort die zweite Sekretärsstelle. Am 15. September des Jahres trat er als Einjährig-Freiwilliger dem Füsilier-Regiment Nr. 90 in Wismar bei.
Bei der Regierung in Düsseldorf wurde Meyer 1878 Zivilsupernumerar. Am 1. Mai 1882 wurde er Kreissekretär auf dem Landratsamt des Kreises Essen. Nach dem Rücktritt von Joseph Hoeren wurde Meyer als sein Nachfolger am 2. März 1891 als Bürgermeister der Bürgermeisterei Stoppenberg ins Amt eingeführt. Diese war 1874 aus den Gemeinden Katernberg, Frillendorf, Huttrop, Kray, Leithe, Rotthausen, Schonnebeck, Stoppenberg und Rüttenscheid gegründet worden. Am 27. April 1891 wurde Meyer zum Standesbeamten des die Bürgermeisterei Stoppenberg umfassenden Standesbeamtsbezirks bestellt.
Carl Meyer war mit Agnes geborene Pfretschner verheiratet und hatte eine Tochter Franziska. Er verfasste die Geschichte der Bürgermeisterei Stoppenberg in mehreren Auflagen und war Ehrenmitglied und langjähriger Schatzmeister des Historischen Vereins für Stadt und Stift Essen.
In der Anfangszeit der Ruhrbesetzung war Meyer als Geisel verhaftet worden und ins Werdener Zuchthaus gekommen. Zum 1. Juli 1924 trat er in den Ruhestand. Am 3. Juli 1924 fand ihm zu Ehren eine Abschiedsfeier im Saal des Hallo-Restaurants statt, bei der die Beamten, die Lehrerschaft, die Geistlichkeit beider Konfessionen und die Gemeindeverordneten sowie Vertreter der Industrie, des Handels und des Gewerbes und der Gewerkschaften erschienen. Ebenso war der Werdener Bürgermeister Joseph Breuer als Dienstältester des Landkreises Essen anwesend.
Carl Meyer starb im Alter von 68 Jahren an einem Magenleiden. Er wurde am 16. September 1925 auf dem Essener Friedhof am Hallo beigesetzt.

## Ehrungen
Meyer war Träger des Eisernen Kreuzes II. Klasse am weiß-schwarzen Band.
Im Essener Stadtteil Schonnebeck wurde 1916 der Karl-Meyer-Platz, auch als Schonnebecker Markt bekannt, nach ihm benannt. 1936 folgte unweit die Benennung der Karl-Meyer-Straße. Ebenso gibt es in Gelsenkirchen-Rotthausen eine Karl-Meyer-Straße, da die Gemeinde Rotthausen bis 1906 zur Bürgermeisterei Stoppenberg gehörte.